# Fantasia su un tema di Thomas Tallis
La Fantasia su un tema di Thomas Tallis, conosciuta anche come Tallis Fantasia, è una composizione per doppia orchestra d'archi di Ralph Vaughan Williams. Fu composta nel 1910 per il Three Choirs Festival e fu uno dei primi successi del compositore inglese che rivisitò il lavoro due volte, nel 1913 e nel 1919. Un'esecuzione della Fantasia dura mediamente 16 minuti.
Ralph Vaughan Williams prendeva spesso spunto da temi popolari inglesi o composizioni rinascimentali per i suoi lavori, e per questa fantasia scelse un inno di Thomas Tallis, uno tra i maggiori compositori e polifonisti del rinascimento inglese.

## Struttura
La Fantasia fu concepita per un'ampia orchestra d'archi divisa in tre parti: la prima un'orchestra d'archi vera e propria, la seconda costituita dal primo leggio di ciascuna sezione (idealmente collocata a parte dalla prima) e un quartetto. Williams utilizza questa tripartizione dell'orchestra in modo quasi organistico, dove l'"espressione" è costituita dal quartetto, la sezione corale dalla seconda orchestra, e il "grande organo" dalla prima.
La struttura è quella della fantasia elisabettiana: il tema compare nella sua interezza tre volte nel corso del brano, ma la composizione ruota attorno a frammenti di tema che vanno a costituire motivi su cui vengono tessute delle variazioni. A circa un terzo della Fantasia, la viola solista propone una melodia secondaria basata sull'originale, e questo tema porta all'apice della composizione a circa cinque minuti dalla fine.
L'originale di Tallis è in modo frigio e fu scritto per il primo arcivescovo anglicano di Canterbury, Matthew Parker. Quando Williams revisionò l'innario inglese del 1906 incluse questa melodia al numero 92.